# Теју (Валча)
Теју (рум. Teiu) насеље је у Румунији у округу Валча у општини Галича. Oпштина се налази на надморској висини од 213 m.

## Становништво
Према подацима из 2002. године у насељу је живело 418 становника, од којих су сви румунске националности.